# Raymond Li
Raymond Li Yuan Bo (李元伯T; Taiwan, 15 giugno ...) è un attore taiwanese che ha recitato in diverse serie televisive per la televisione nazionale, sebbene non abbia raggiunto un successo pari alle star sue coetanee.

## Serie televisive
- Holding Hands Towards Tomorrow (TTV, 2003)
- Secretly Loving You (CTS, 2002)
- Tomorrow (2002)